# Анищенков, Владимир Владимирович
Влади́мир Влади́мирович Ани́щенков (6 декабря 1868 — 12 октября 1914) — русский офицер, полковник, герой Первой мировой войны.

## Биография
Родился 6 декабря 1868 года. Образование получил во 2-м кадетском корпусе и 1-м Павловском военном училище.
1 сентября 1887 года произведён в прапорщики и назначен на службу в 90-й пехотный Онежский полк. 30 августа 1889 года он был переведён в лейб-гвардии Павловский полк с переименованием в подпоручики гвардии. В этом полку прошла вся дальнейшая служба Анищенкова.
10 августа 1893 года он был произведён в поручики, 6 мая 1900 года получил чин штабс-капитана и 10 августа 1901 года стал капитаном. В течение семи лет и четырёх месяцев командовал в Павловском полку ротой. В 1908 году награждён орденом св. Анны 3-й степени. После того, как 6 декабря 1911 года Анищенков был произведён в полковники, он получил в командование батальон Павловского полка и в 1912 году награждён орденом св. Станислава 2-й степени.
Во главе батальона лейб-гвардии Павловского полка Анищенков встретил начало Первой мировой войны и выступил на театр военных действий. В самом начале войны он был тяжело ранен и скончался 12 октября 1914 года. Похоронен в Санкт-Петербурге, на кладбище Александро-Невской лавры.
Высочайшим приказом от 1 июня 1915 года полковник Анищенков посмертно был награждён орденом св. Георгия 4-й степени.